# Emerson, Lake & Powell

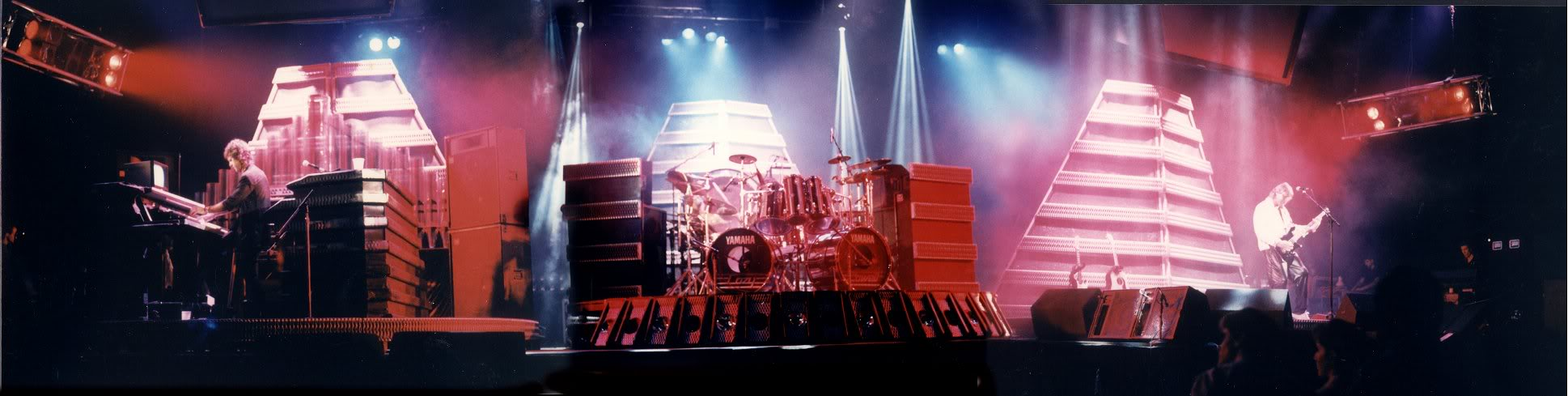
Emerson, Lake & Powell (1986)

Emerson, Lake & Powell war eine von Keyboarder Keith Emerson und Sänger, Bassist und Gitarrist Greg Lake gegründete, kurzlebige britische Rockband, die aus einem gescheiterten Versuch, Emerson, Lake & Palmer zu reformieren, hervorging. Da Carl Palmer nicht zur Verfügung stand, nahmen Keith Emerson und Greg Lake den ehemaligen Rainbow- und Whitesnake-Schlagzeuger Cozy Powell in die Band auf. 1986 erschien das einzige Studioalbum der Formation.

## Geschichte
1984, nachdem Greg Lake die Band Asia verließ, da seine musikalischen Vorstellungen beim Rest der Band auf wenig Gegenliebe stießen, versuchte Jim Lewis, Vizepräsident von Polydor Records, Keith Emerson dazu zu bringen, Emerson, Lake & Palmer wieder zusammenzubringen. Emerson traf sich mit Lake, um die Möglichkeiten, die Band nach vier Jahren erneut ins Leben zu rufen, zu diskutieren. Die beiden beschlossen, es ein zweites Mal zu versuchen.
Da Schlagzeuger Carl Palmer vertraglich an Asia bzw. deren Plattenfirma Geffen Records gebunden war, mussten sich Emerson und Lake nach einem Ersatz umsehen. Proben mit Simon Phillips und dem ehemaligen Yes-, King-Crimson- und UK-Schlagzeuger Bill Bruford verliefen unbefriedigend, und die ersten Demos wurden mit einem bezahlten Studioschlagzeuger eingespielt. Als man gerade übereingekommen war, das Album mit verschiedenen Schlagzeugern einzuspielen, verließ Cozy Powell die Band Whitesnake. Ursprünglich als einer unter mehreren Schlagzeugern vorgesehen, schlug Emerson Powell im Februar 1985 vor, der Band als vollwertiges, drittes Mitglied beizutreten. Powell nahm den Vorschlag an.
Die Tatsache, dass der Nachname des Schlagzeugers wie der Carl Palmers mit einem „P“ begann, führte dazu, dass die Musikpresse die neue Band „ELP“ nannte. Dies suggerierte der Öffentlichkeit, dass Emerson, Lake & Palmer sich wiedervereint und Palmer durch Powell ersetzt hätten. Die drei Musiker benutzten jedoch, aus Respekt gegenüber Palmer, nie diese Abkürzung, sondern nannten sich explizit „Emerson, Lake & Powell“, auch um zu zeigen, dass es sich um eine neue und eigenständige Band handelte.

### AlbumEmerson, Lake & Powell
Ende 1985 ging die Band ins Studio, im Januar 1986 waren die Aufnahmen abgeschlossen. Die Veröffentlichung war im Februar geplant, eine Ellenbogenverletzung Emersons hätte eine Tournee zu diesem Zeitpunkt aber unmöglich gemacht, so dass das Album auf Ende Mai verschoben wurde.
Das Debüt erschien unter dem Titel Emerson, Lake & Powell. Das Album machte zwar tatsächlich einige Zugeständnisse an den klassischen Stil von Emerson, Lake & Palmer – mit klassischem Progressive Rock und vielen Stilwechseln: längere Stücke wie The Score und The Miracle wechseln mit hymnischen Balladen (Lay down your Guns), dem jazzigen Step Aside und Adaptionen klassischer Stücke (wie Mars, the bringer of war aus der Suite Die Planeten von Gustav Holst, 1916) ab. Allerdings überwiegen die Unterschiede zu Emerson, Lake & Palmer:
The Score ist ein klassisches Progressive-Rock-Stück. Es dauert etwa neun Minuten und besteht aus vier Teilen: einem Intro, geprägt von Emersons dissonanten Keyboardfanfaren, einem mehrfach wiederholten, typischen Emerson-Marsch, der stellenweise an ELPs Pirates erinnert, einem Songteil, der erst nach über dreieinhalb Minuten einsetzt und einem melodiösen Up-tempo-Teil, der bereits zum nachfolgenden Learning to fly überleitet. Im Unterschied zu ELP ist Emersons Spiel hier deutlich disziplinierter: Anstelle langer Soli spielt er fast ausschließlich begleitende Akkorde, die dem Stück eine Geschlossenheit verleihen, die dem ELP-Sound der 1970er Jahre fremd war.
Der Übergang zu dem popnahen Learning to fly ist ebenso nahtlos wie der zu The Miracle, was die drei Stücke, die die Seite 1 der LP bildeten, zu einer Suite verbindet. The Miracle beginnt mit einer düsteren Passage, die sich nach einer Minute kurz in Dur-Akkorde auflöst, nur um danach wiederholt zu werden. Emerson reagiert dabei phantasievoll auf den Text Lakes, an mehreren Stellen (z. B. „spectre“, „ship of glass“) antwortet ein kurzes, klanglich passend abgestimmtes Keyboardinterludium auf den Textinhalt. Nach zweieinhalb Minuten setzt schließlich der Refrain ein. Auch in diesem Song vermeidet Emerson Keyboardsoli und beschränkt sich stattdessen auf die blockhaften Akkorde, die zum geschlossenen Bandsound beitragen.
Auf der zweiten Seite des Albums wechseln die Musikstile deutlicher ab. Sie eröffnet mit der Single Touch and Go, einem für eine Hitsingle ungewöhnlichen Stück, dessen Refrain instrumental gehalten ist. Das Stück adaptiert ein Zitat aus dem englischen Folksong Lovely Joan. Love Blind ist ein weiterer Popsong, Step Aside ist klassischer Barjazz, es wird gefolgt von der Klassikadaption Mars, die Emerson rhythmisch geglättet und deutlich verlangsamt hat. Lay Down Your Guns ist eine ruhige, hymnische Anti-Kriegs-Ballade.
Der massige Sound, die neuen Klangfarben der elektronischen Keyboards, das von Palmers Stil völlig verschiedene Schlagzeugspiel Powells sowie vor allem Emersons Zurückhaltung als Solist ließen Emerson, Lake & Powell deutlich stärker nach einer homogenen Band klingen als ELP. Auch gelang es hier erstmals, die stilistischen Gegensätze zwischen Emerson und Lake zu minimieren. Die Single und das Album verkauften sich gut, es erreichte im Juli 1986 Platz 23 in den amerikanischen Billboard Charts.

## Tournee
Die anschließende US-Tour startete am 15. August 1986 in El Paso (Texas), endete am 2. November in Phoenix (Arizona) und umfasste 41 Konzerte. Sie verlief allerdings lange nicht so erfolgreich wie erhofft: Zwar spielte die Band im New Yorker Madison Square Garden vor 13.000 Menschen, in Lexington (Kentucky) allerdings füllten lediglich 800 Besucher die Rupp Arena, die 20.000 Zuschauer fasste. Für einige Konzerte mussten daher nachträglich kleinere Hallen gebucht werden, weil zu wenige Karten verkauft wurden.
Dies hatte vor allem den Grund, dass man für Emerson, Lake & Powell Hallen im durch Country-Musik geprägten Süden der USA gebucht hatte, wo schon Emerson, Lake & Palmer kaum Anhänger gehabt hatten. Die Band verlor auf der Tournee mehr Geld als sie einnahm. Yngwie Malmsteen, der als Special Guest auftreten sollte, beschwerte sich über mangelnden Platz auf der Bühne und weigerte sich nach nur einem Auftritt, die Tour weiter zu begleiten. Auch sah sich die Band gezwungen, während ihrer Konzertreise das Management zu wechseln. Zudem hatte sich das ohnehin nie einfache Verhältnis zwischen Emerson und Lake während der Tour in offene Feindschaft verwandelt. Eine geplante Australien-Tour fiel daher sogar komplett aus.

## Auflösung der Band
Zurück in England war klar, dass Emerson, Lake & Powell so nicht weiterexistieren konnten. Das Verhältnis zwischen Emerson und Lake und der Mangel an finanziellen Mitteln, mit denen man die für Dezember 1986 geplanten Arbeiten an einem zweiten Album hätte finanzieren können, machten es unmöglich.
In den 1990ern kamen einige Live-Mitschnitte und Aufnahmen von Proben als Bootlegs auf den Markt, die remastert und 2003 als Live In Concert und The Sprocket Sessons offiziell herausgegeben wurden.

## Diskografie
Alben:
- 1986 – Emerson, Lake & Powell

1. The Score (Emerson, Lake) – 9:08
2. Learning to Fly (Emerson, Lake) – 4:02
3. The Miracle (Emerson, Lake) – 6:50
4. Touch and Go (Emerson, Lake) – 3:38
5. Love Blind (Emerson, Lake) – 3:11
6. Step Aside (Emerson, Lake) – 3:45
7. Lay Down Your Guns – 4:22 (Emerson, Lake, Steve Gould)
8. Mars, the Bringer of War – 7:54 (Gustav Holst, arr. Emerson, Lake, Powell)

Japan-CD-Bonustracks:
1. The Loco-Motion – 4:40 (Gerry Goffin, Carole King)
2. Vacant Possession (Emerson, Lake) – 4:42

- 2003 – The Sprocket Sessons (Proben)
- 2003 – Live in Concert (recorded live in Lakeland, Florida, November 1986) (Livealbum)

Singles:
- Touch and Go / Learning to Fly / The Locomotion
- Lay Down Your Guns / Step Aside